# Cabinet des Médailles
Cabinet des Médailles (Gabinet Medali) – dział muzealny Francuskiej Biblioteki Narodowej w Paryżu. Formalna, współczesna nazwa placówki to Le département des Monnaies, médailles et antiques de la Bibliothèque nationale de France (Departament monet, medali i starożytności Francuskiej Biblioteki Narodowej).

## Historia
Początki placówki sięgają XVI wieku. Jej zbiory zapoczątkowała kolekcja królów Francji, począwszy od Filipa Augusta. Intensywne powiększenie zbiorów nastąpiło za panowania Ludwika XIV, w czasie Wielkiej Rewolucji Francuskiej (kiedy do muzeum przekazano cenne obiekty, aby ochronić je przed kradzieżą lub zniszczeniem) oraz w XIX wieku (dzięki darom i odkryciom archeologicznym). Od 1667 Gabinet znajdował się w Wersalu, w XVIII wieku został przeniesiony do Paryża, w obecnej siedzibie znajduje się od 1917.

## Zbiory
Obecnie Gabinet Medali mieści zbiory numizmatyczne, kolekcję gliptyki, precjoza i dzieła sztuki z różnych okresów. W sumie w zbiorach placówki znajduje się 530 tysięcy monet i medali, 35 tysięcy obiektów niemonetarnych (w tym starożytne brązy, broń, ceramika, starożytne i średniowieczne wyroby z kości słoniowej, rzeźby i sprzęty) oraz dokumentacja związana tematycznie z kolekcjami, obejmująca 80 tysięcy prac z dziedziny numizmatyki, gliptyki, archeologii, historii starożytnej i średniowiecznej, a także historii samych kolekcji i kolekcjonerów. Do cenniejszych obiektów w posiadaniu placówki należą:
- Wielka Kamea Francji,
- rzymska repusowana złota patera z Rennes,
- skarb rzymskich sreber z Berthouville,
- złote naczynia z Gourdon (z VI wieku).

Poza tym w zbiorach znajdują się też wazy greckie i etruskie, terakoty, dyptychy konsularne, tors Afrodyty z okresu hellenistycznego oraz rzymskie krzesło kurulne tzw. tron Dagoberta, a także komplet do gry w szachy z kości słoniowej, własność Karola Wielkiego.

## Galeria

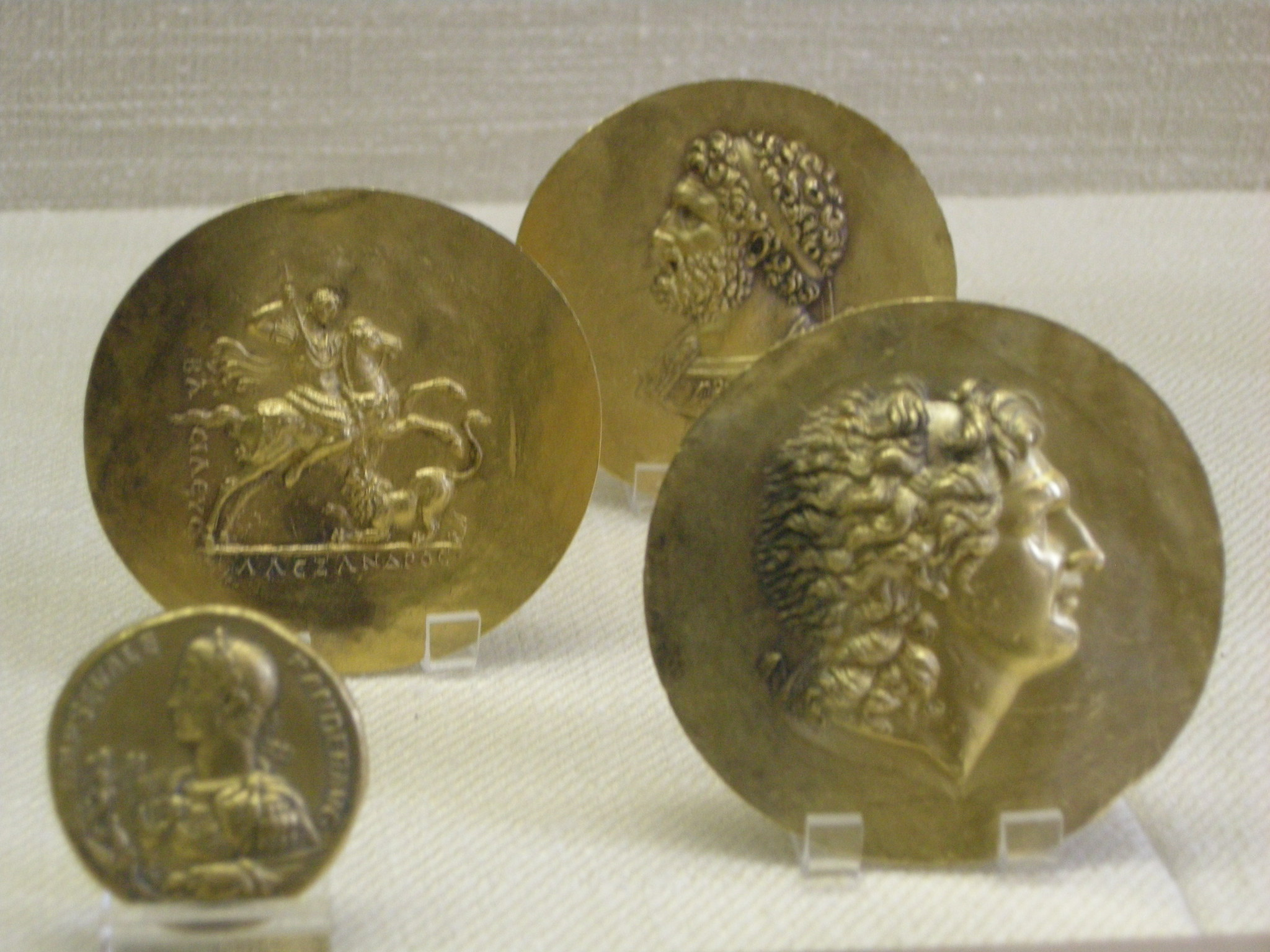
Starożytne medaliony, m.in. z wizerunkami Filipa Macedońskiego i Aleksandra Wielkiego
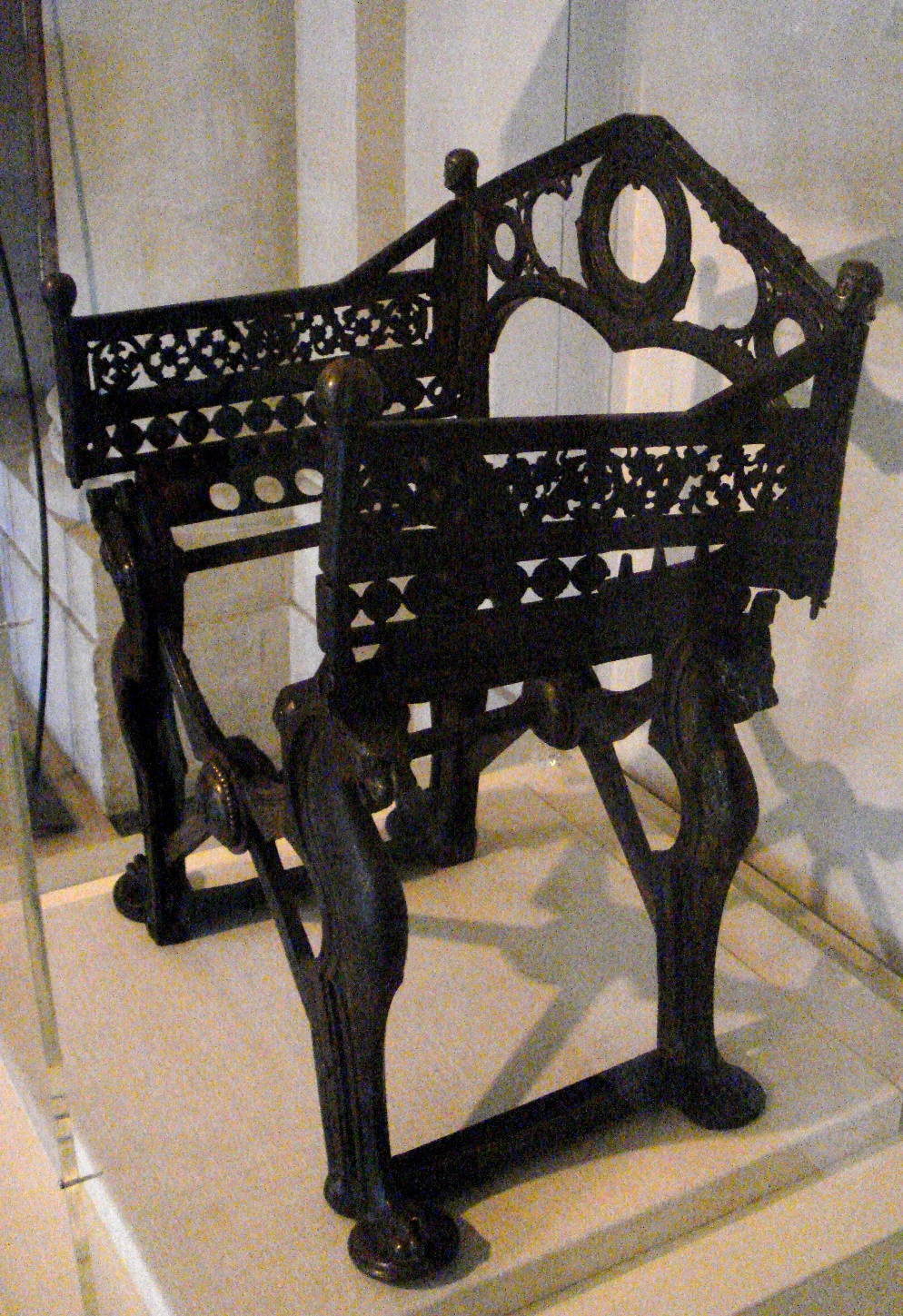
Tron Dagoberta
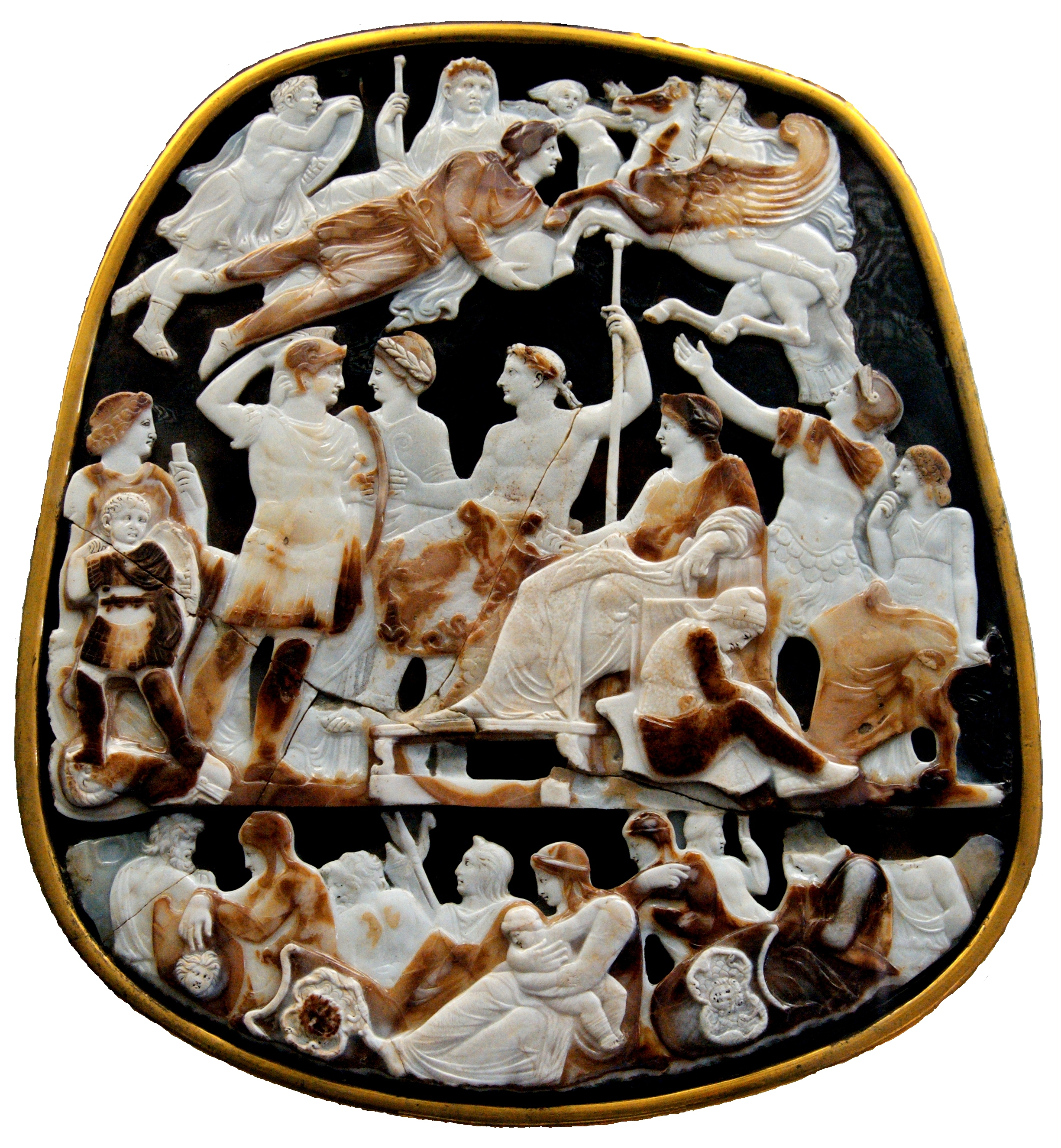
Wielka Kamea Francji
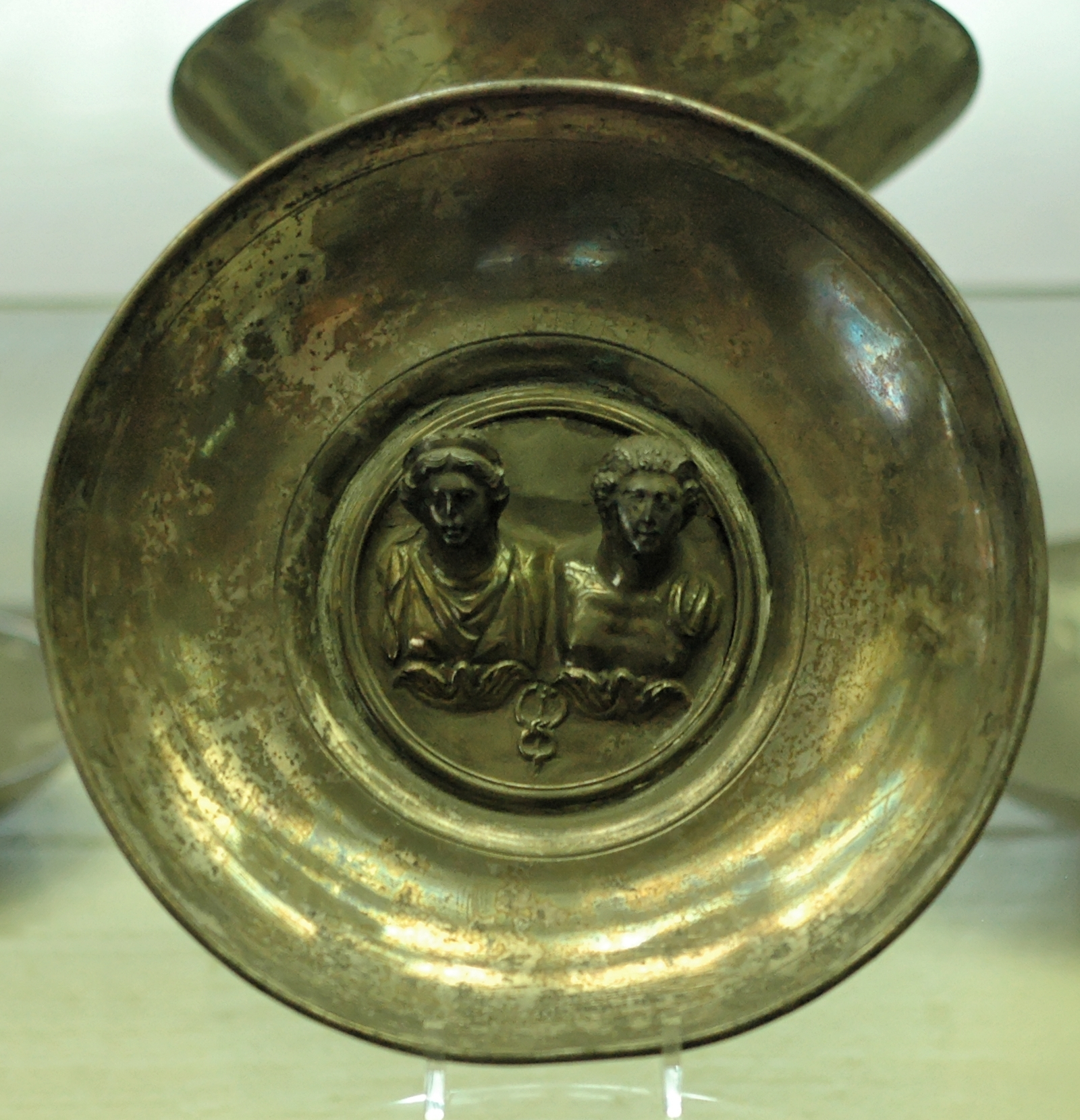
Srebrny puchar z przedstawieniem Mai i Merkurego, część skarbu z Berthouville
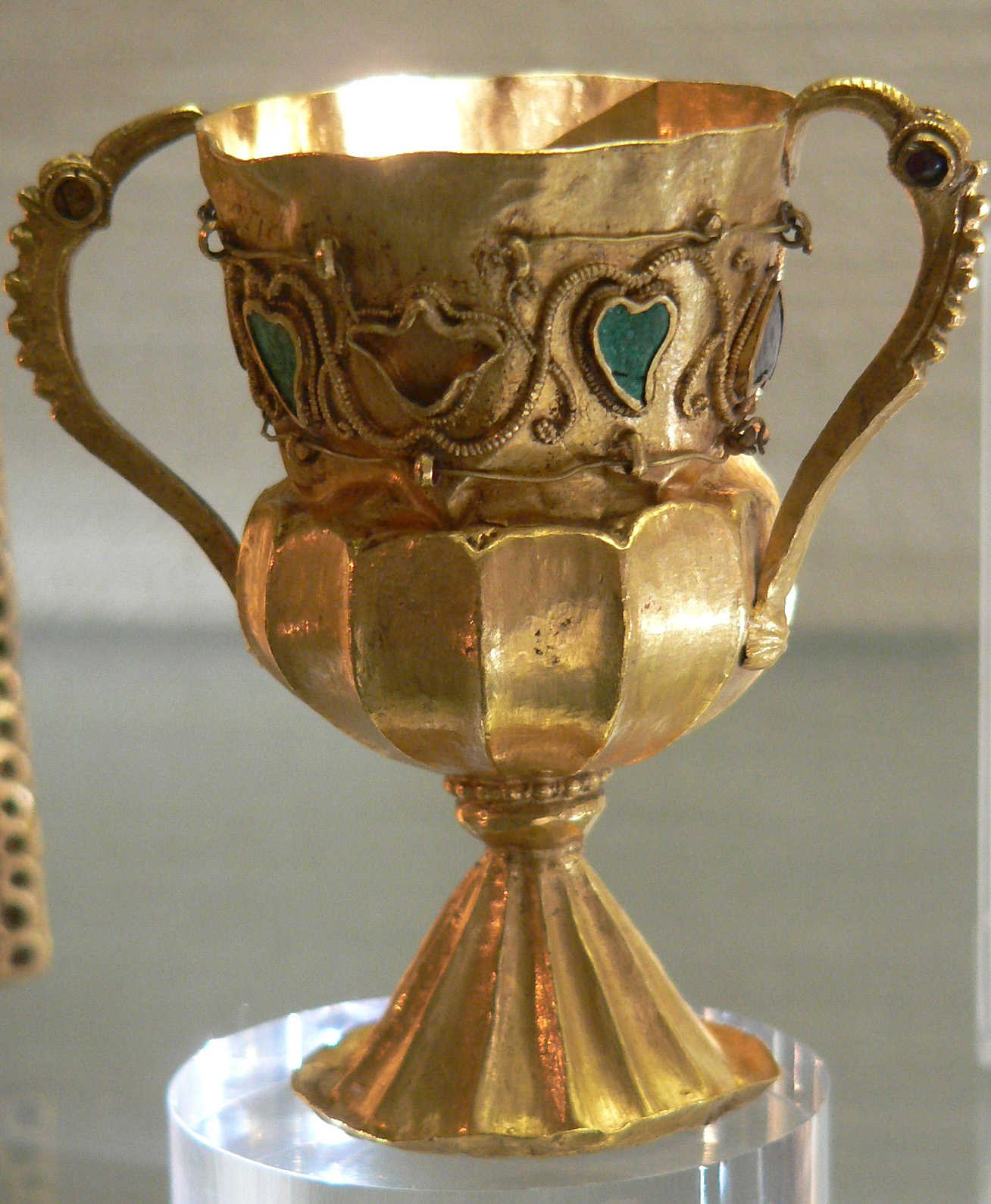
Kielich z Gourdon
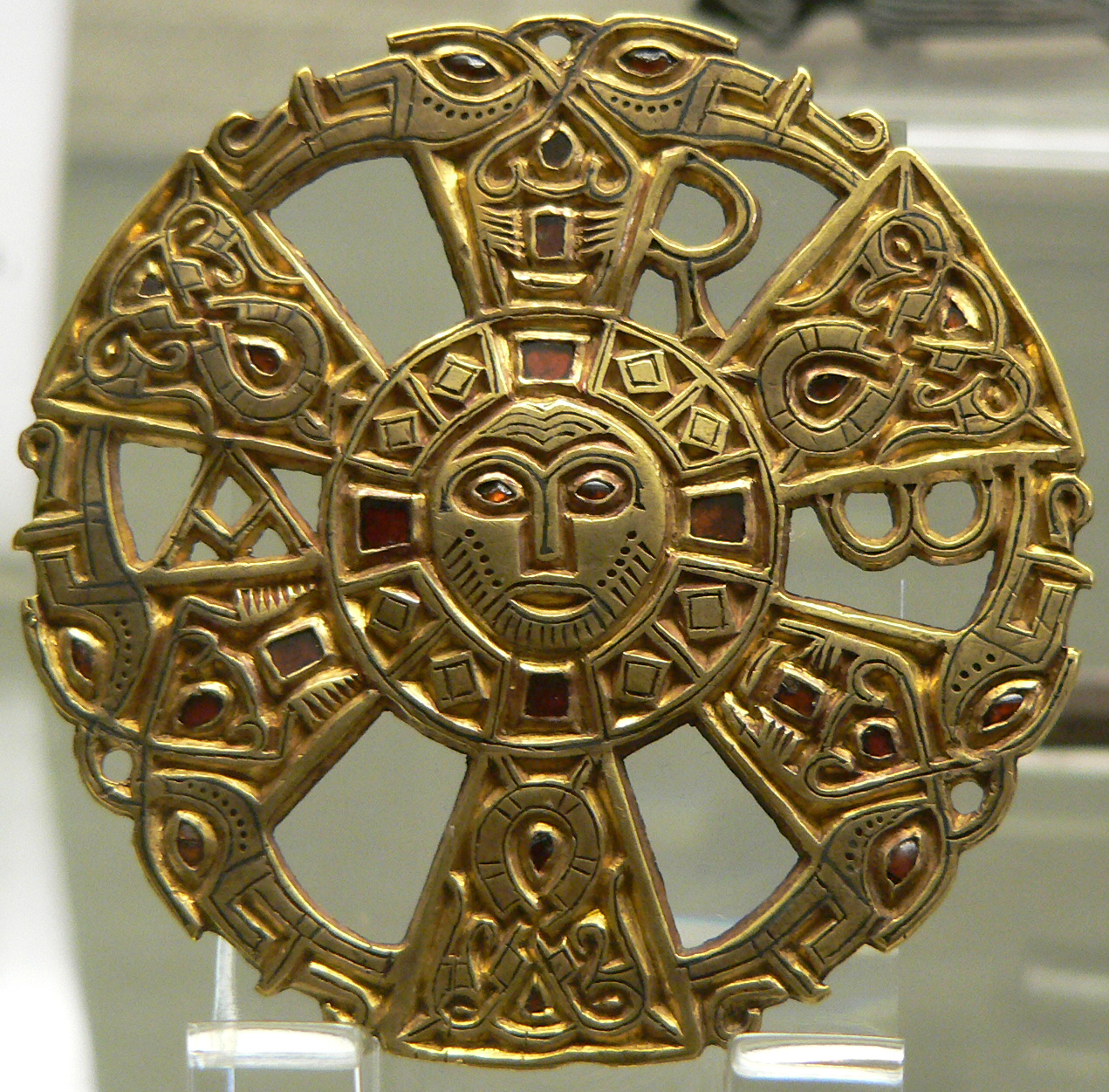
Dysk z Limons, sztuka merowińska, VI/VII wiek
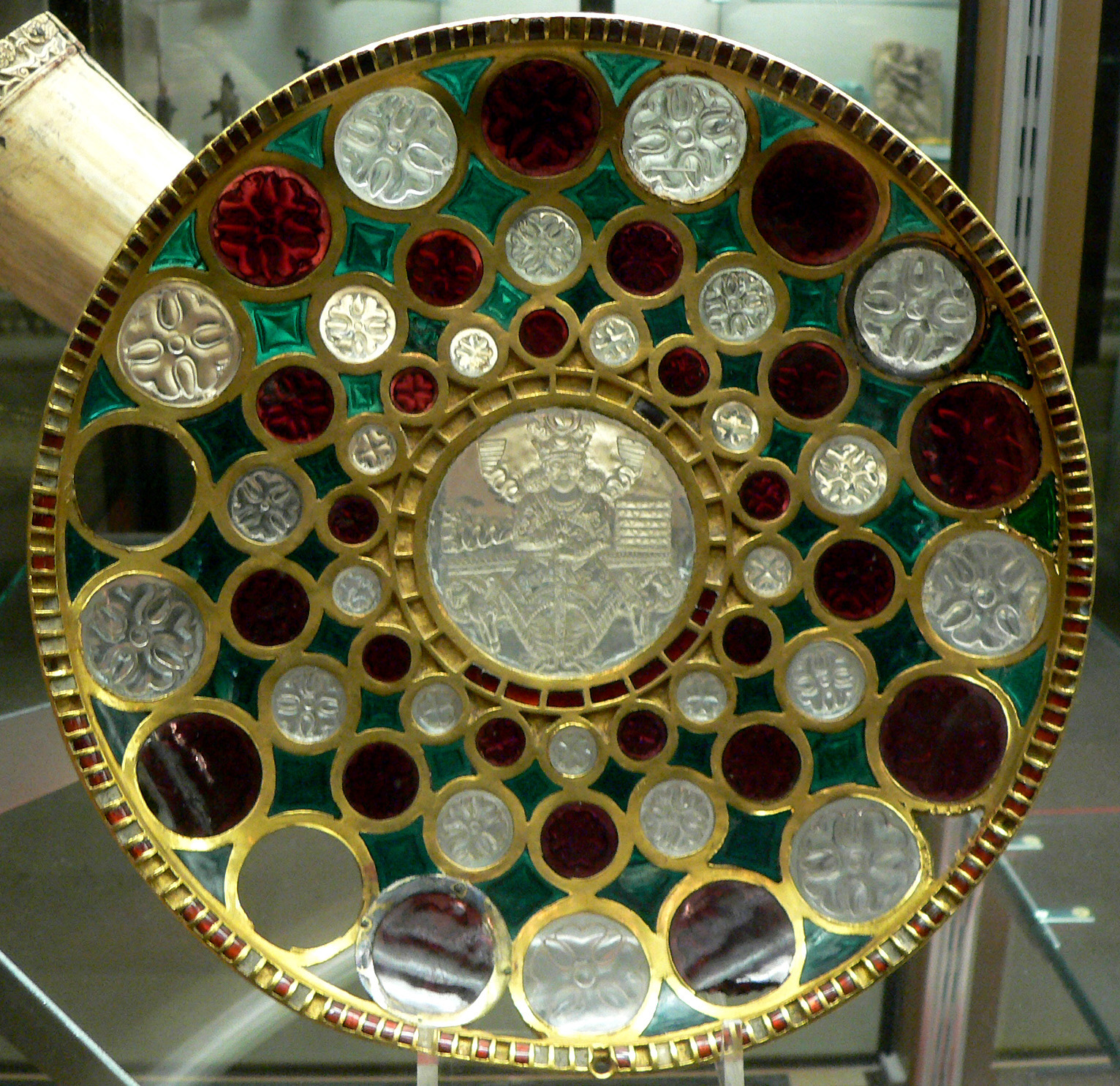
Złoty puchar Chosroesa, sztuka sasanidzka
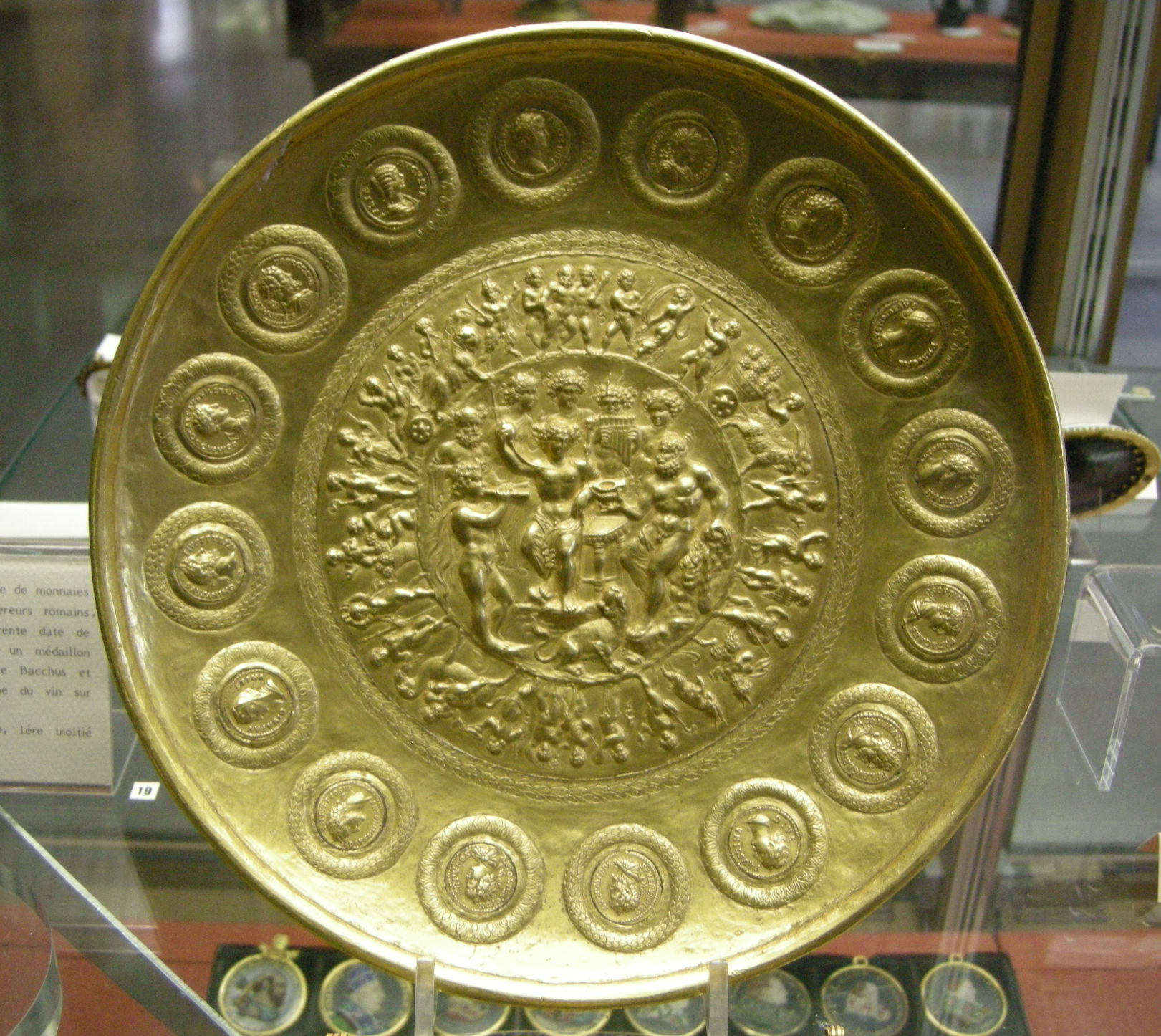
Złota patera z Rennes